# National Cactus and Succulent Journal
National Cactus and Succulent Journal, (abreujat Natl. Cact. Succ. J.), va ser una revista il·lustrada amb descripcions botàniques que va ser editada a Anglaterra. Es van publicar 37 números els anys 1946 - 1982. Va ser precedida per Yorkshire Cactus Journal i substituïda per British Cactus and¹Succulent Journal.